# George Spencer-Churchill, 5. Duke of Marlborough

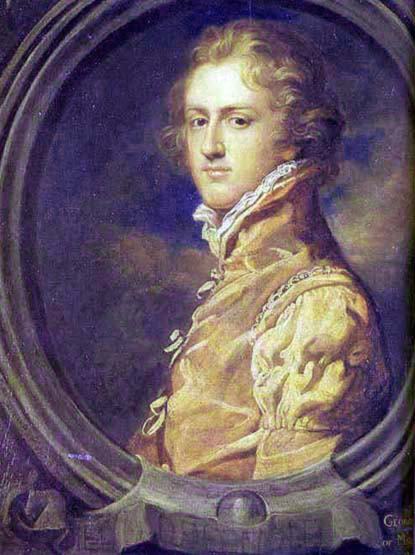
George Spencer, Marquess of Blandford, auf einem zeitgenössischen Porträt

George Spencer-Churchill, 5. Duke of Marlborough (* 6. März 1766; † 5. März 1840) war ein britischer Adliger und Politiker.

## Leben und Wirken
George Spencer-Churchill wurde 1766 unter dem Namen George Spencer als ältester Sohn von George Spencer, 4. Duke of Marlborough, geboren. Als Heir apparent seines Vaters führte er bis zu dessen Tod den Höflichkeitstitel Marquess of Blandford.
Von 1776 bis 1783 besuchte er das Internat Eton College und von 1784 bis 1786 das Christ Church College der Universität Oxford, das er als Master of Arts verließ.
Von 1790 bis 1796 saß er für die Whigs als Knight of the Shire für Oxfordshire und von 1802 bis 1804 als Abgeordneter der Tories für das Pocket borough Tregony in Cornwall im britischen House of Commons. 1798 wurde er zum Deputy Lieutenant von Berkshire ernannt. Von 1804 bis 1806 amtierte er zudem als Lord of the Treasury.
In der British Army wurde er im Dezember 1803 Major der 1st Reading Volunteers und 1808 zum Lieutenant-Colonel befördert.
Durch Writ of Acceleration wurde er am 12. März 1806 ins House of Lords berufen und erbte dadurch vorzeitig den nachgeordneten Titel seines Vaters als 9. Baron Spencer. Als sein Vater am 29. Januar 1817 starb, erbte er auch dessen übrige Titel als 5. Duke of Marlborough. In Anlehnung an seinen Ururgroßvater John Churchill, 1. Duke of Marlborough, ergänzte er am 26. Mai 1817 mit königlicher Lizenz seinen Familiennamen zu „Spencer-Churchill“.
Aufgrund seiner ungeschickten Finanzpolitik als Privatmann musste der Duke zahlreiche Liegenschaften (Grundstücke, Landhäuser) sowie seine umfangreiche Antiquitätensammlung veräußern, um seine enormen Schulden begleichen zu können. Dies ging so weit, dass große Teile der Wälder um Schloss Blenheim abgeholzt werden mussten, um als Brennholz verkauft zu werden und so finanzielle Mittel einzubringen. Zum Zeitpunkt seines Todes lebte der Duke von einer jährlichen Apanage, die das Königshaus dem ersten Duke ausgesetzt hatte.

## Ehe und Nachkommen
Er heiratete am 15. September 1791 Lady Susan Stewart (1767–1841), eine Tochter von John Stewart, 7. Earl of Galloway. Aus der Ehe gingen vier Söhne und eine Tochter hervor:
- George Spencer-Churchill, 6. Duke of Marlborough (1793–1857);
- Lord Charles Spencer-Churchill (1794–1840);
- Reverend Lord George Henry Spencer-Churchill (1796–1828);
- Lord Henry John Spencer-Churchill (1797–1840);
- Lady Caroline Spencer-Churchill († 1824), ⚭ 1822 David Pennant († 1835).

## Ehrungen
Nach George Spencer-Churchill, Marquess of Blandford, ist die Pflanzengattung Blandfordia Sm. aus der Familie der Liliengewächse (Liliaceae) benannt.